# Arzachena
Arzachena is een gemeente in de Italiaanse provincie Olbia-Tempio (regio Sardinië) en telt 11.701 inwoners (31-12-2004). De oppervlakte bedraagt 228,8 km², de bevolkingsdichtheid is 51 inwoners per km².
De volgende frazioni maken deel uit van de gemeente: Abbiadori, Baja Sardinia, Cannigione, Porto Cervo.

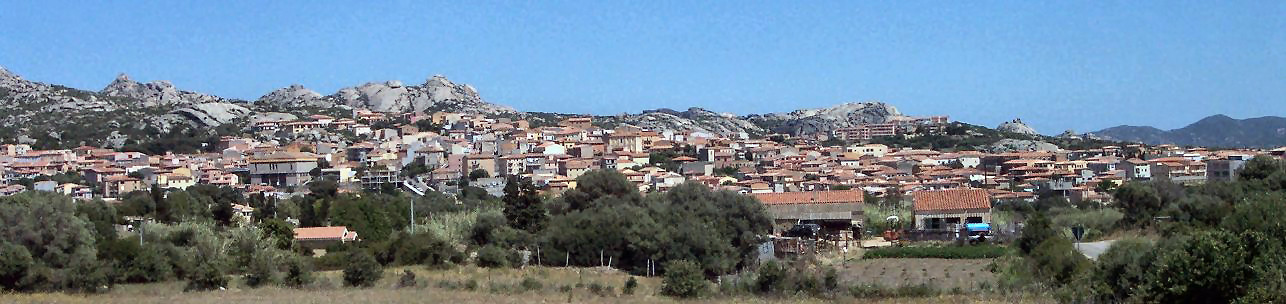
Arzachena

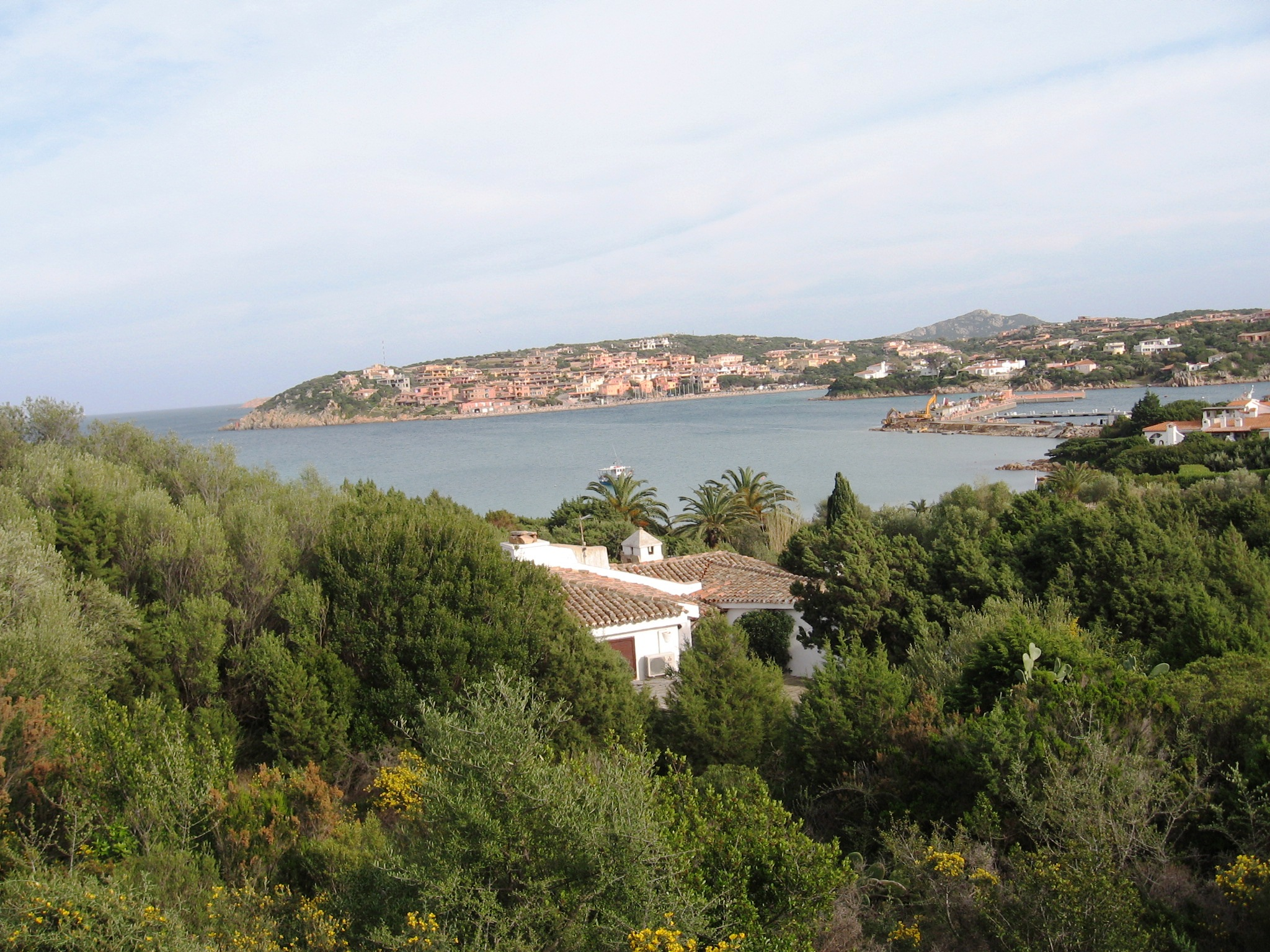
Haven van Cervo
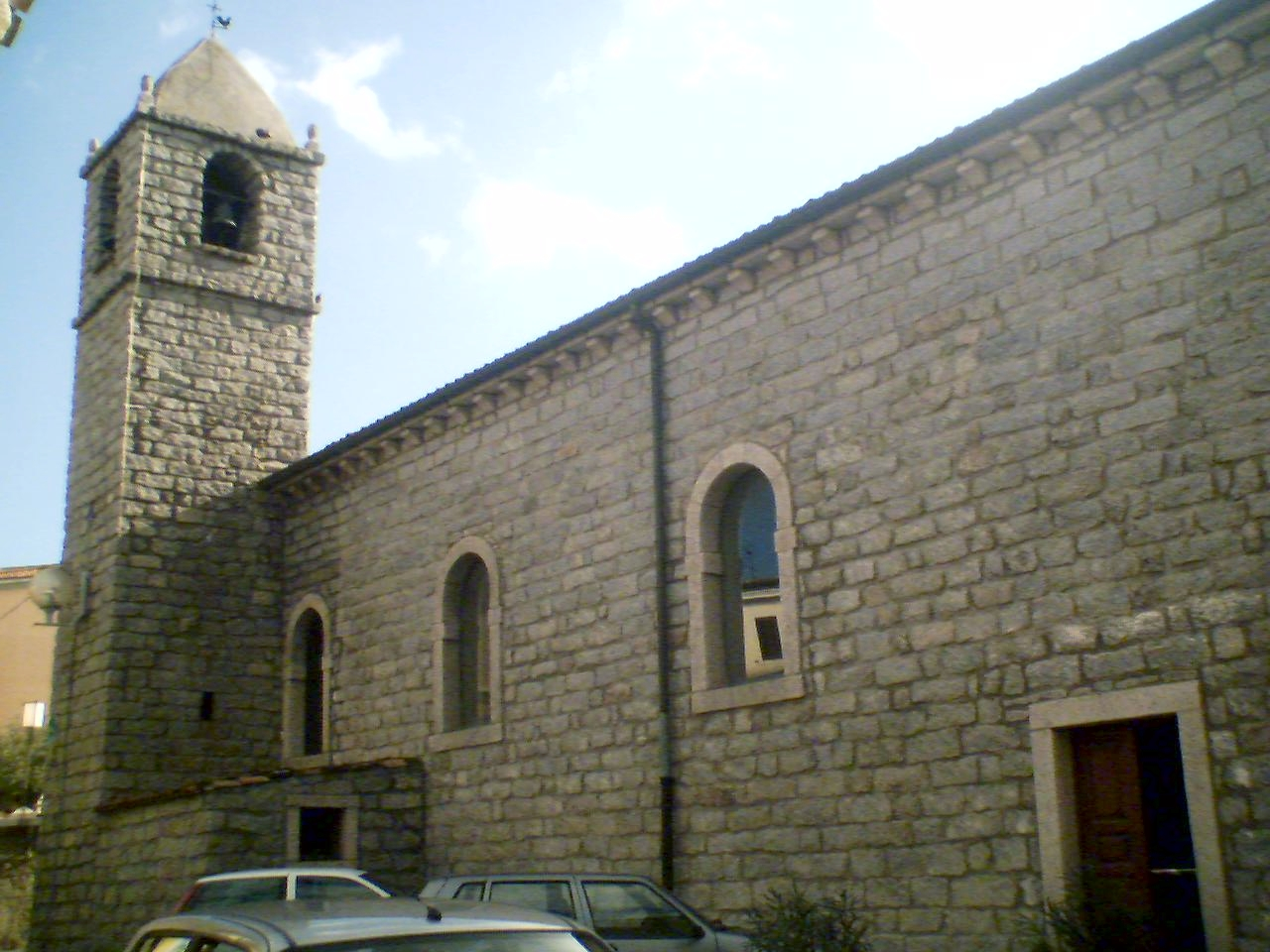
Kerk van Arzachena
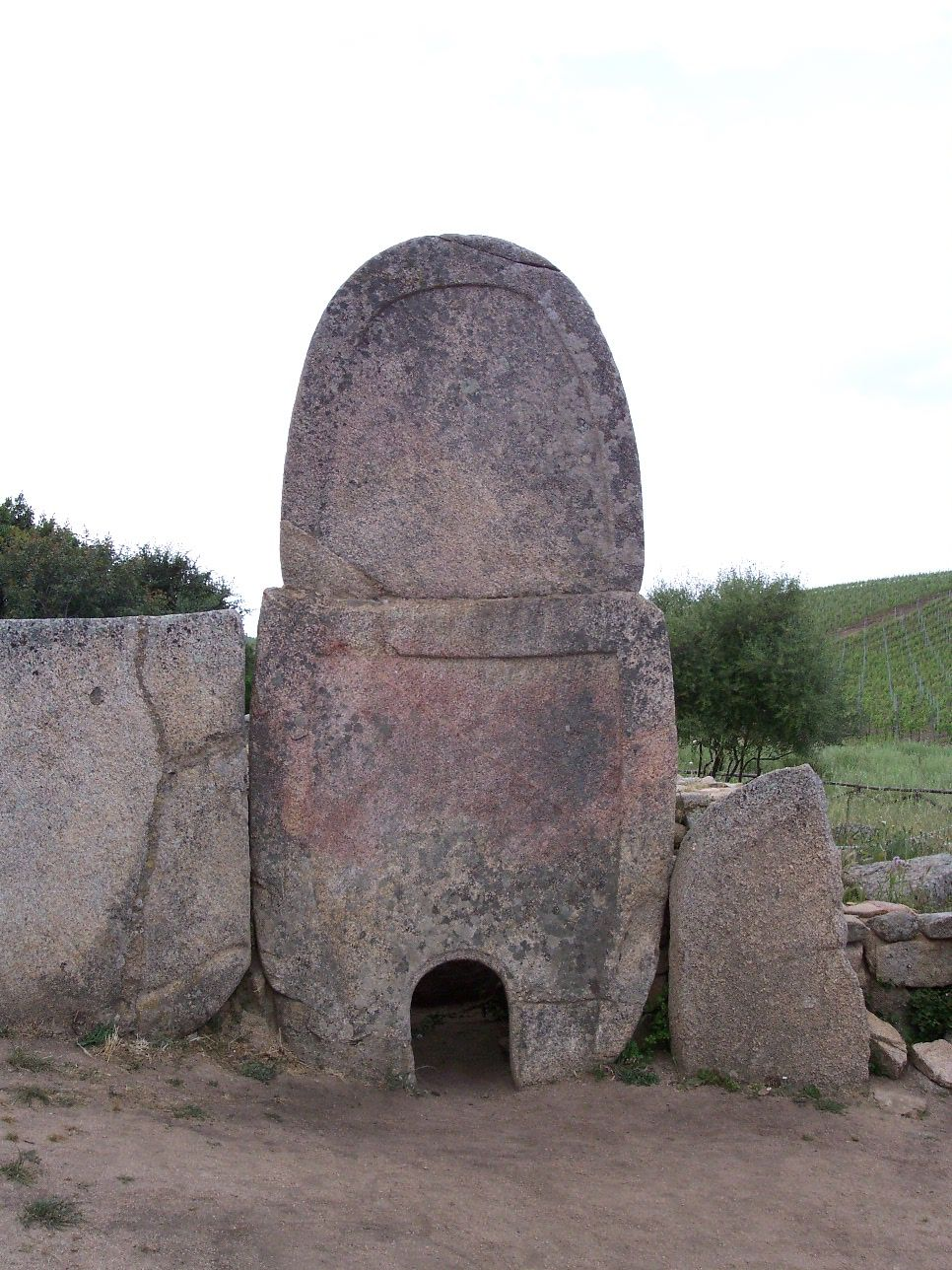
Tomba dei Giganti Coddu
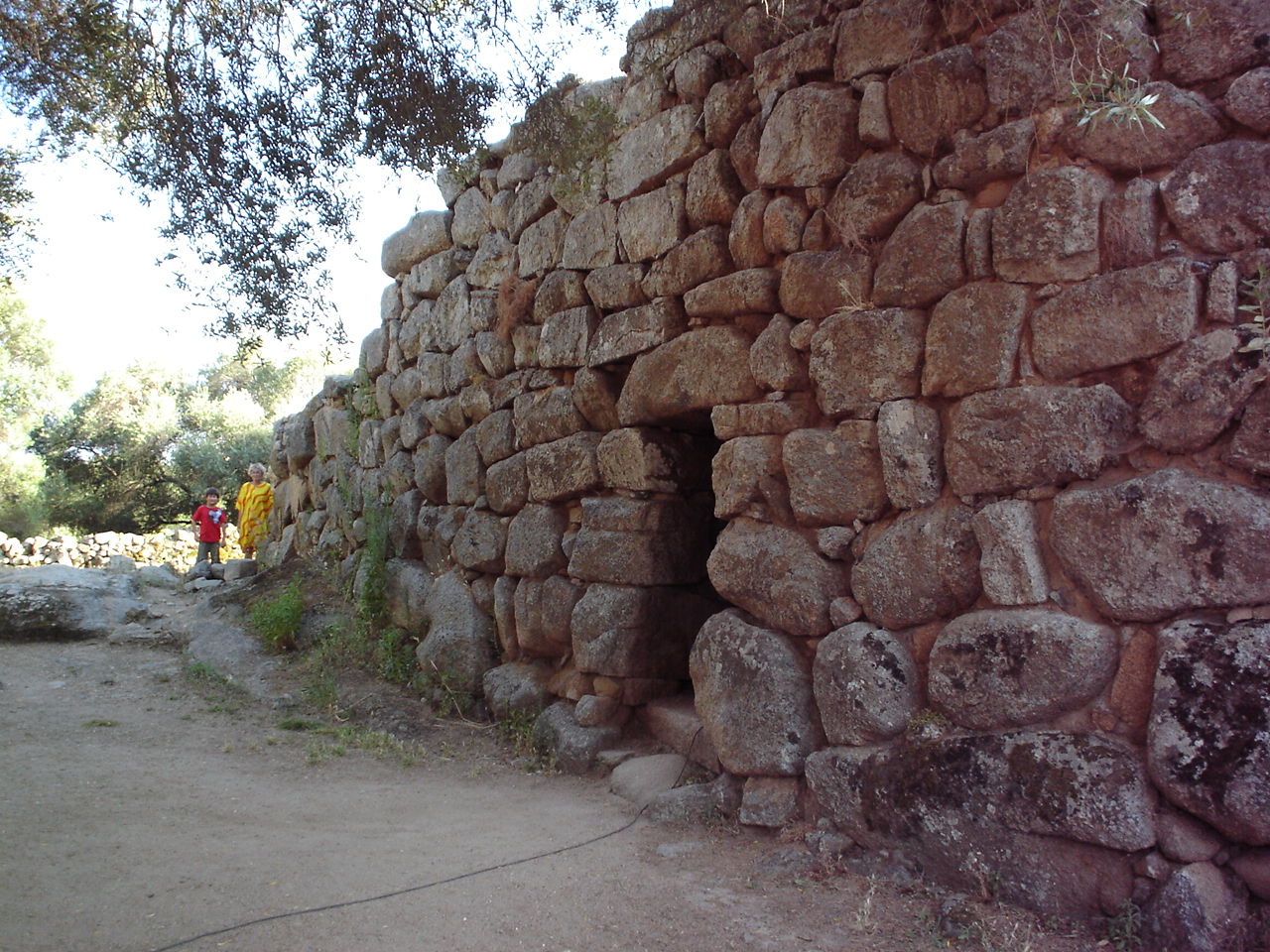

## Demografie
Arzachena telt ongeveer 4581 huishoudens. Het aantal inwoners steeg in de periode 1991-2001 met 13,7% volgens cijfers uit de tienjaarlijkse volkstellingen van ISTAT.
| Jaar | Inwoneraantal |
| ---- | ------------- |
| 1991 | 9435          |
| 2001 | 10.730        |

## Geografie
De gemeente ligt op ongeveer 85 meter boven zeeniveau.
Arzachena grenst aan de volgende gemeenten: Luogosanto, Luras, Olbia, Palau, Sant'Antonio di Gallura, Tempio Pausania.